# Camila (telenovela)
Camila es una telenovela mexicana producida por Angelli Nesma Medina para Televisa, emitida entre 1998 y 1999. Es una versión de la telenovela de 1978 Viviana, siendo adaptado por Gabriela Ortigoza. Se estrenó por el Canal de las Estrellas el 14 de septiembre de 1998 en sustitución de Vivo por Elena y finalizó el 15 de enero de 1999 siendo reemplazado por Nunca te olvidaré.
Esta protagonizada por Bibi Gaytán y Eduardo Capetillo, junto con Adamari López, Kuno Becker, Diana Golden y Mariagna Prats en los roles antagónicos. Acompañados por Gabriela Goldsmith, Víctor Noriega y Enrique Lizalde en los roles de soporte.

## Argumento
Camila es una muchacha humilde que vive en un pueblo junto con su abuelo Don Genaro. Ella conoce a Miguel en una feria del pueblo y poco a poco se va enamorando de él. Poco después de varios sucesos ocurridos, Miguel se casa por lo civil con Camila y éste le promete que pronto se casarán por la iglesia. Los días pasan y Camila espera pacientemente en su pueblo noticias de Miguel.
Mientras tanto Mónica ha convertido la amistad de Miguel en noviazgo. Miguel envía una carta a Camila dando por terminado su matrimonio. Pero el que recibe la carta es Don Genaro quien, enfurecido la quema y se dispone a ir a la capital a reclamarle a Miguel. Su rabia es tan fuerte que su corazón no lo resiste y muere en brazos de Camila, llevándose el secreto a la tumba.
Después del sepelio, Camila se va a la capital en busca de su esposo Miguel que, al tenerla nuevamente en sus brazos, siente que es ella a quien realmente el ama y se promete así mismo alejarse de Mónica. Mónica cree que Miguel desea terminar su relación amorosa por la diferencia económica y convence a su padre de que la convierta en socio. Así sucedido por la oportunidad, Miguel acepta casarse con Mónica pero no encuentra el valor para dejar a Camila y continúa con su doble vida.
En la unidad habitacional donde vive, Camila hace amistad con Doña Chayo, una buena mujer que le toma cariño y la trata como a una hija. Al enterarse de la infidelidad de Miguel hacia Camila, Doña Chayo se indigna y lleva a Camila a la iglesia el día en que se casa Miguel con Mónica. Camila con el corazón destrozado por la hipocresía de Miguel huye sin decirle que espera un hijo de él. El dolor causado por la traición del hombre a quien ama profundamente, lejos de destruirla, despertara en Camila una voluntad indomable. Sola, se enfrentará a un mundo donde su belleza y sencillez encenderán envidias y pasiones. Su deseo de superarse se verá obstaculizado a cada paso, pero su amor de madre la impulsará para seguir adelante.
Decidida a luchar por su hijo y tratara de olvidar al hombre que a pesar de todo, no ha dejado de amar.

## Reparto
- Biby Gaytán como Camila Flores
- Eduardo Capetillo como Miguel Gutiérrez
- Adamari López como Mónica Iturralde
- Enrique Lizalde como Armando Iturralde
- Gabriela Goldsmith como Ana María de Iturralde
- Kuno Becker como Julio Galindo
- Patricia Martínez como Rosario "Chayo" Juárez
- Lourdes Reyes como Selene Olivares
- Abraham Ramos como Pablo Juárez
- Yuvia Charlin como Beatriz Molina
- Arlette Pacheco como Iris Molina
- Julio Mannino como Nacho Juárez
- Daniel Gauvry como Hernán Galindo
- Rebeca Mankita como Natalia de Galindo
- Margarita Magaña como Laura Escobar
- Raúl Magaña como Iván Almeida
- Raquel Pankowsky como Gloria
- Mariagna Prats como Teresa Zúñiga
- Maleni Morales como Mercedes Escobar
- Víctor Noriega como Dr. Robin Wicks
- Vanessa Guzmán como Fabiola
- Gerardo Murguía como Andrade
- Polly como Julieta
- Francesca Guillén como Cecilia
- Diana Golden como Silvia Escalante
- Enrique Becker como Artemio
- Héctor Cruz como Fausto
- Ignacio López Tarso como Don Genaro
- Martha Navarro como Digna
- Evelyn Solares como Adela
- Sussan Taunton como Renata
- Mike Salas como Mike
- Giovan D'Angelo como Lorenzo Alarcón
- Dinorah Cavazos como Ada Obrera
- José Luis Montemayor como Rafael Buendía
- Ricardo Carrión como Lucio
- Xavier Ortiz como Rodrigo Sandoval[1]
- Rafael Inclán como Luis Lavalle
- Lisette Morelos como Ingrid Valverde
- Ismael Larrumbe como Agente Robledo
- Myrrah Saavedra como Sra. Urquidi
- Gustavo Negrete como Doctor
- Luis Uribe como Nicandro
- Indra Zuno como Elisa
- Virginia Gimeno como Patricia Robles
- Gerardo Peyrano como Álvaro
- Humberto Elizondo como Lic. Darío Suárez
- Julio Vega como Lic. Hinojosa
- Pablo Solares como Marroquín
- Liza Willert como Dra. Abasolo
- Sergio Sánchez como Leoncio
- Manuel Guízar como Dr. Fuentes
- Ricardo Vera como Director escuela de música
- Arturo Laphan como Agente Blanco
- Esteban Franco como Agente Pineda
- Silvio Fornaro como Fabián Leal
- Rosita Bouchot como La Canalla
- César Castro como Dr. Hurtado
- Enrique Hidalgo como Leonel
- Arturo Muñoz como Tomás "El Buitre" Camacho
- Rubén Morales como Lic. Eduardo Meléndez
- Roberto Miquel como Doctor Loaiza
- Servando Manzetti como Doctor García
- Carlos Monden como Mario Larios
- Abraham Stavans como Sacerdote
- Claudia Troyo como Secretaria
- Geraldine Bazán como Paola
- Ragazzi
- Valentina Cuenca como Rosalía